# Красносёлка (Литинский район)
Красносёлка (укр. Красносілка) — посёлок, входит в Литинский район Винницкой области Украины.
Население по переписи 2001 года составляло 99 человек. Почтовый индекс — 22313. Телефонный код — 4347. Занимает площадь 0,025 км². Код КОАТУУ — 522483402.

## Местный совет
22313, Вінницька обл., Літинський р-н, с. Кожухів, вул. Шляхова, 22